# مطبخ ميناء حسن

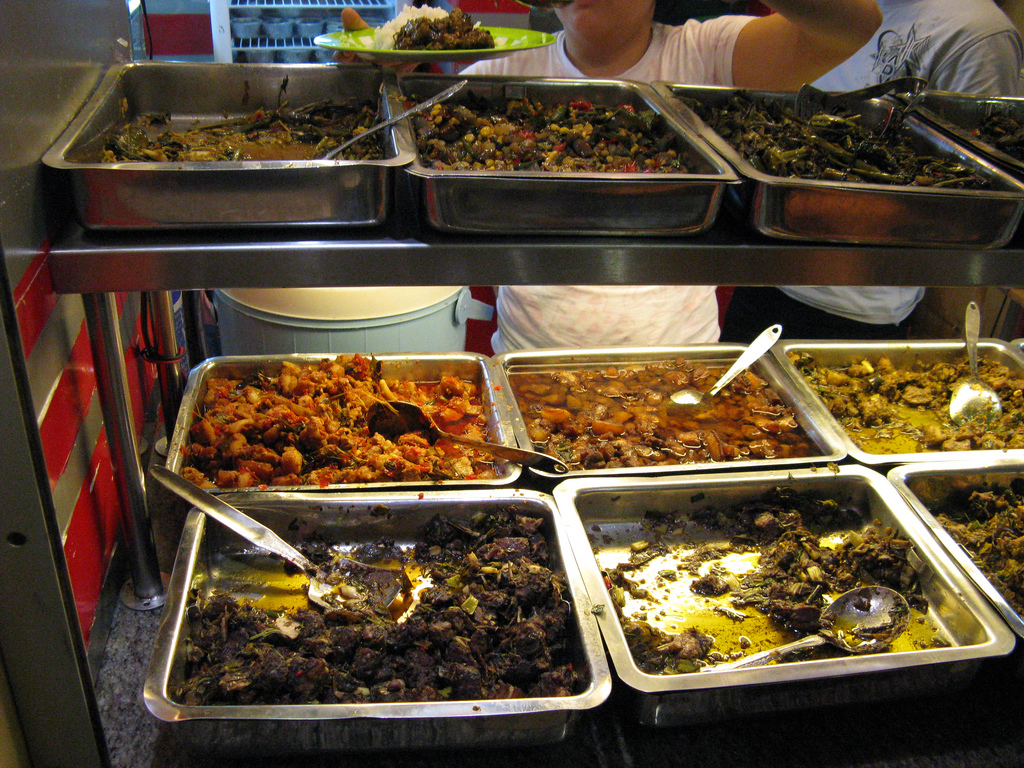
أمثلة على أطباق مانادو

مطبخ ميناء حسن أو مطبخ مانادو: هو عادات الطبخ لدى شعب ميناء حسن في سولاوسى الشمالية بـإندونيسيا. وهو المعروف عامةً باسم «مطبخ مانادونيز»، بعد أن صارت مانادو عاصمة الإقليم، رغم أن مدن أخرى في شمال سولاويزى مثل: بيتونغ، توموهون، توندانو، والتى تُعرف بمناطق طهى ميناء حسن الساخنة. يشتهر مطبخ مانادونيز بتنوعه الغني في المأكولات البحرية، كمية وفيرة من التوابل، البهارات الحارة جداً، اللحوم الغريبة، والكعك والفطائر ذات التأثير الأوروبي. تشمل أطباق مانادونيز الشائعة: تينوتوان(كونغى الخضروات والأرز على طريقة مانادو)، كيكلانغ فوفو(تونة سكيب جاك المدخنة)، كاكلانج نودل، بانيكى(خفاش الفاكهة المتبل)، الدجاج أو أسماك متنوعة والمأكولات البحرية المتبلة في توابل ريكا ريكا أو ووكو، دجاج توتوروجا، برينبون.
رغم عدم شعبيته وانتشاره على نطاق واسع، كــطعام بادانج والمأكولات السوندانية، هناك وعي متزايد بمطبخ مانادونيز في مسرح الـمطبخ الأندونيسى. تتزايد أعداد مطاعم مانادونيز في المدن الإندونيسية مثل: جاكرتا، باندونج، ميدان، سورابايا وماكاسار.

## التقاليد والتأثيرات
يتميز مطبخ مانادونيز بمزيج من التأثيرات المحلية والأجنبية. تعتمد تقاليد الطبخ المحلية في ميناء حسن بشدة على المأكولات البحرية، وكذلك لحوم الأدغال (الحيوانات البرية الأفريقية) الغريبة، واستخدامه الكثيف للتوابل الحارة المقطعة الطازجة. كذلك يوضح التأثيرات الصينية والأوروبية (خاصة البرتغالية والهولندية)، أبرزها في الحساء والكعك والمعجنات.
عادة ما يتم استهلاك الدجاج ولحم البقر. عدد مُعتبر من (أهل) ميناء حسن من المسيحيين؛ وبالتالي، فإن قانون الغذاء الـحلال لم يلعب دورًا مهمًا في تطوير المطبخ، كما هو الحال مع جيران (أهل)ميناء حسن المسلمين في جزيرة سولاويسي (شعب غورونتالو وشعب مالوكا الشمالي). ومن هنا فإن لحم الخنزير والخنزير البري وحتى لحم الكلاب والخفافيش أكثر انتشارًا في مطبخ مانادونيز مقارنة بتقاليد الطهي الأخرى في الأرخبيل الإندونيسي.

## بهارات

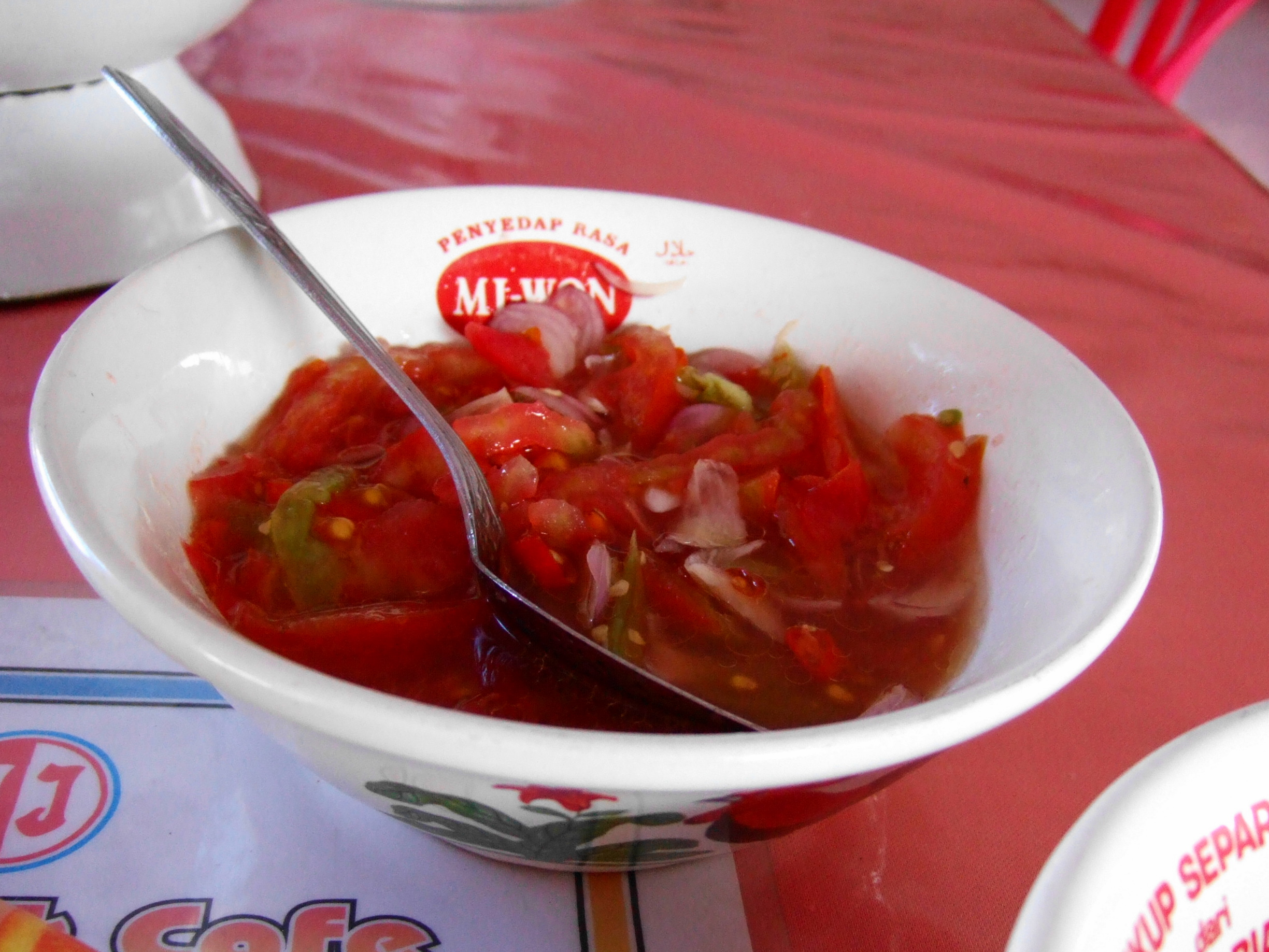
بهار دابو دابو اللاذع والحار.

يشتهر المطبخ مانادونيز باستخدامه السخي للتوابل، والتى تُشكل أحياناً أكثر من نصف مكونات الطبق كله. مما أعطى المطبخ سمعة كونه مُتبل وحار، غالبًا من الفلفل الحار المفروم الطازج المضاف إليه. تشمل التوابل الشائعة المستخدمة في مطبخ ماناونيز عشب الليمون، أوراق الليمون أو الحمضيات، عصير ليمون، فلفل حار، بصل أخضر، كراث، ثوم، قرنفل وكاندلينوت. غالبًا ما يتم طهي المأكولات البحرية ولحم الخنزير والدجاج في مانادونيز بومبو (خلطات توابل)، مثل ريكا ريكا ووكو. يتم أيضًا تقديم التوابل الحارة كصلصة (غمس) للمأكولات البحرية، مثل: دابو دابو وسمبال روا.

## الكعك والمعجنات

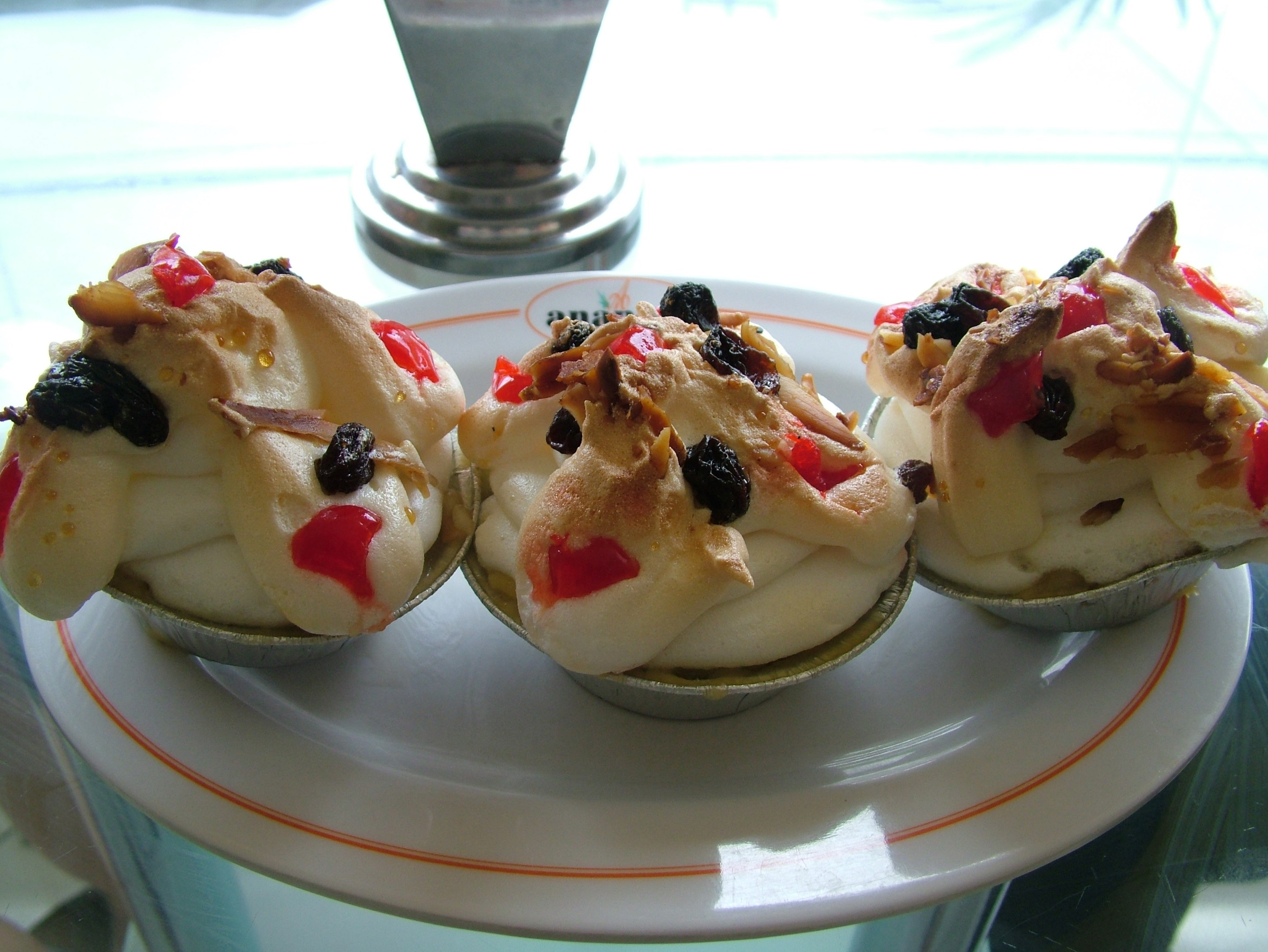
كلابيرتارت أو كاسترد جوز الهند.

من بين الأعراق الإندونيسية، يشتهر مطبخ ميناء حسن بارتباطهم بالثقافة الأوروبية. شق عدد من الكعك والمعجنات المتأثرة بالمطبخ الأوروبى طريقه إلى مطبخ ميناء حسن. ولعل أبرزها هو كلابيرتارت(من اللغة الهولندية: coconut tart)، مثال آخر: بانادا: خبز مقلاة متأثرة بالمطبخ البرتغالى شبيهه بـإمباناداس المحشوة بسمك التونة الوثابة المتبلة والمطحونة.

## المأكولات البحرية

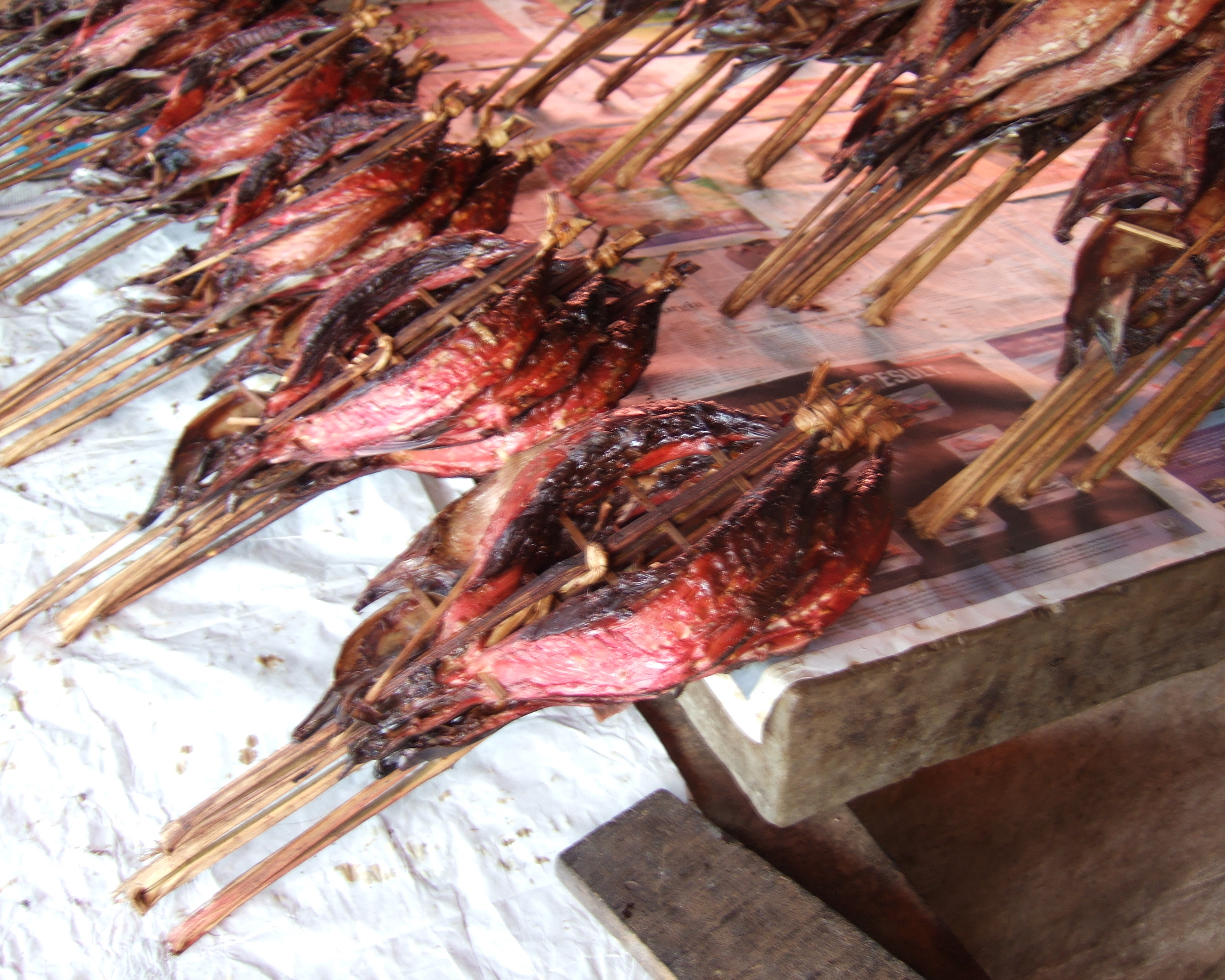
كيكلانغ فوفو ، التونة الوثابة المُدخنة والمُملحة.

تُعد شبة جزيرة ميناء حسن الذراع الشمالي من جزيرة سولاويسي، وهي شبه جزيرة ضيقة، شكلت مقاطعتى شمال سولاويسي وغورونتالو، وتحيط بها البحار من جميع الجوانب تقريبا. كان سكان مينهاسان، الذين يسكنون المنطقة، يحصدون فضل البحار منذ زمن بعيد، لذلك تحظى المأكولات البحرية بشعبية، وتقريباً أصبحت نظامًا غذائيًا أساسيًا. يعج بحر سيليبس، بحر مالوكا، وخليج توميني بالحياة البحرية. تعد موانئ مانادو وبيتونج مركز صيد الأسماك في المنطقة. في الحقيقة، تشتهر المقاطعات الشرقية بأكملها في إندونيسيا، من سولاويزي إلى أرخبيل مالوكا، بمأكولاتها البحرية. تُعد المأكولات البحرية المختلفة مثل: كيكلانغ (التونة الوثابة)، تود (ماكريل)، أوسي (ماكريل أكبر)، التونة، التونة البيضاء، بوبارا (الشيميات)، كاكاب (سمك النهاش الأحمر)، كيرابو (الهامور)، تنغيري (واهو)، باوال (زبيديات أولى)، الجمبري، بلح البحر وسرطان البحر متوفرة في السوق، وغالبًا ما تُشوى على الفحم وتقدم في بهار دابو دابو؛ مطبوخ في توابل ووكو أو ريكا ريكا ، أو في حساء كواه أسام.

## لحوم غريبة

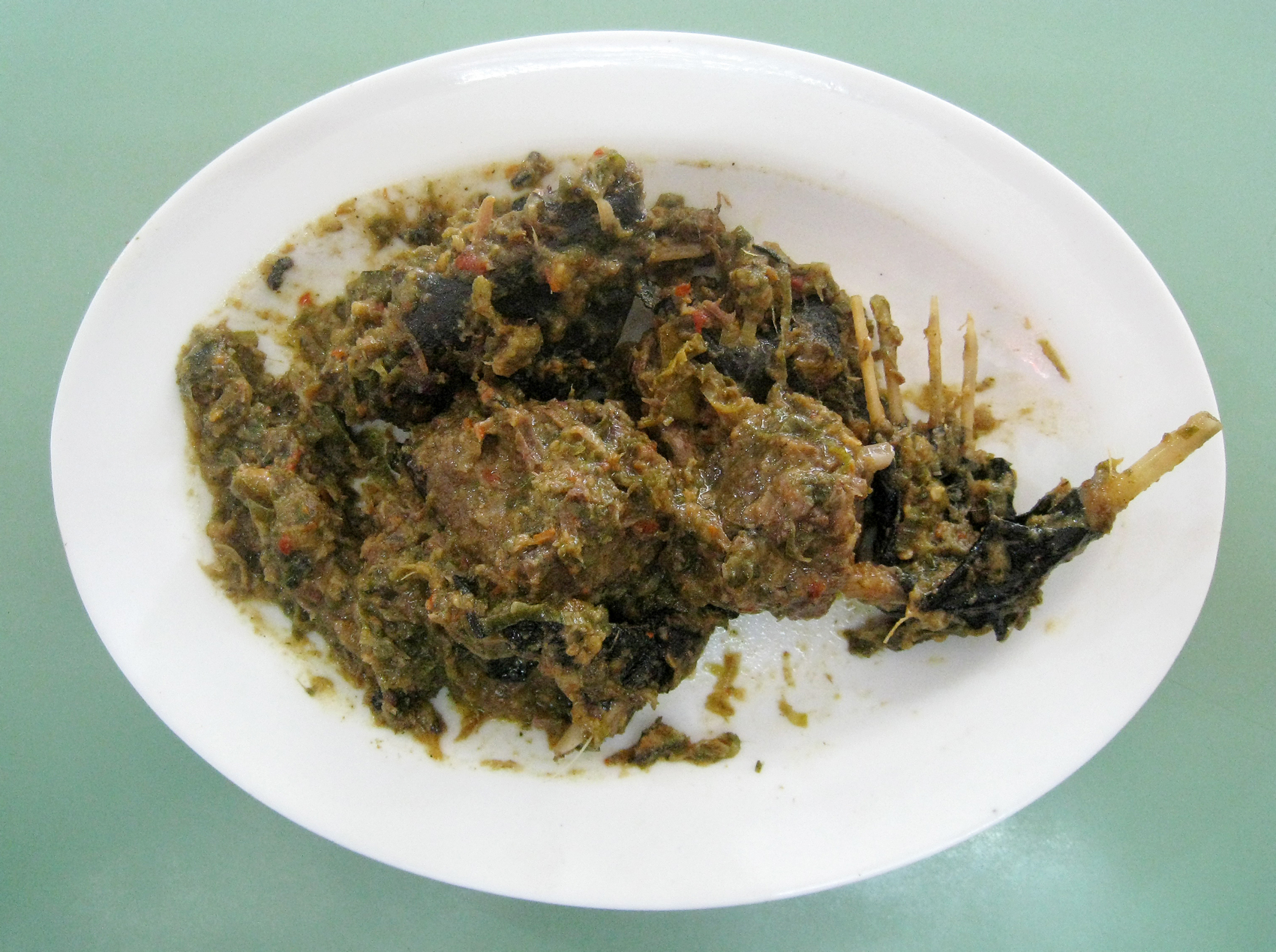
بانيكي، خفاش الفواكه المُتبل في «بومبو»: ريكا-ريكا الفلفل الأخضر الحار.

يُعرف سكان مينهاسان أيضًا بتقاليدهم في لحوم الطرائد. قبل التحول إلى المسيحية في أوائل القرن السادس عشر إلى القرن السابع عشر، كان أهل ميناء حسن أرواحيين، واستمرت ممارستهم في أكل كل أنواع الحيوانات تقريبًا حتى هذه الأيام. رينتيك ووك(أر دبليو)«فاين هير»: كناية عن لحم الكلب. يُعتبر استهلاك اللحوم النادرة وغير العادية أمرًا عجيباً في ثقافة أهل ميناء حسن. تُعد أسواق بلدتى توموهون، توندانو الجبليتين مشهورة بـبيع أنواع مختلفة من لحوم الطرائد الغريبة؛ من الخنازير البرية، فئران الحقل، ثعبان الباتولا (حفاث)، أرجل الضفادع، بانيكى(خفاش الفاكهة)، ولحم الكلاب. أحيانا يتم بيع الحيوانات المحمية والمهددة بالانقراض مثل: ياكى (مكاك سولاويسى الأسود)، كوزى (لوريس بطئ)، التابير، أنوا بشكل غير قانونى، تباع في السوق كغذاء.

## قائمة الأطباق

### أطباق
- - كيكلانغ فوفو، التونة الوثابة المدخنة والمملحة.
  - دابو-دابو، بهار حار مصنوع من شرائح الطماطم، الفلفل الحار، الكراث وعصير الليمون.
  - كواه أسام ليت، «الحساء الحامض» هو حساء قائم على حساء الأسماك أو المأكولات البحرية.
  - مى كيكلانغ، حساء نودلز التونة الوثابة، طبق متأثر بالمطبخ الصينى.
  - ناسى كونينغ، أرز بالـكركم، بالرغم من تشابه الوصفة المعروفة أيضاً في أنحاء أندونيسيا.
  - بانيكى، خفاش فواكه متبل.
  - ريكا ريكا: لحم الخنزير أو الدجاج أو السمك المتبل بالكثير من الفلفل الحار.
  - رينتيك ووك(أر دبليو)«فاين هير»: كناية عن طبق لحم الكلب، الذي يقدم مع الكثير من البهارات.
  - تينورانجساك، طبق لحم كثيرالتوابل.
  - تينوتوان، تسمى أحيانًا بوبور مانادو أو ميدال (بوبور مانادو مع نودلز)، خضروات أرز كونغى على طريقة مانادو.
  - ووكو(أو ووكو بيلانغا): لحم الخنزير أو الدجاج أو السمك في توابل ووكو.

### الخضروات
- - وعاء من حساء البرينيبون الدافئ.

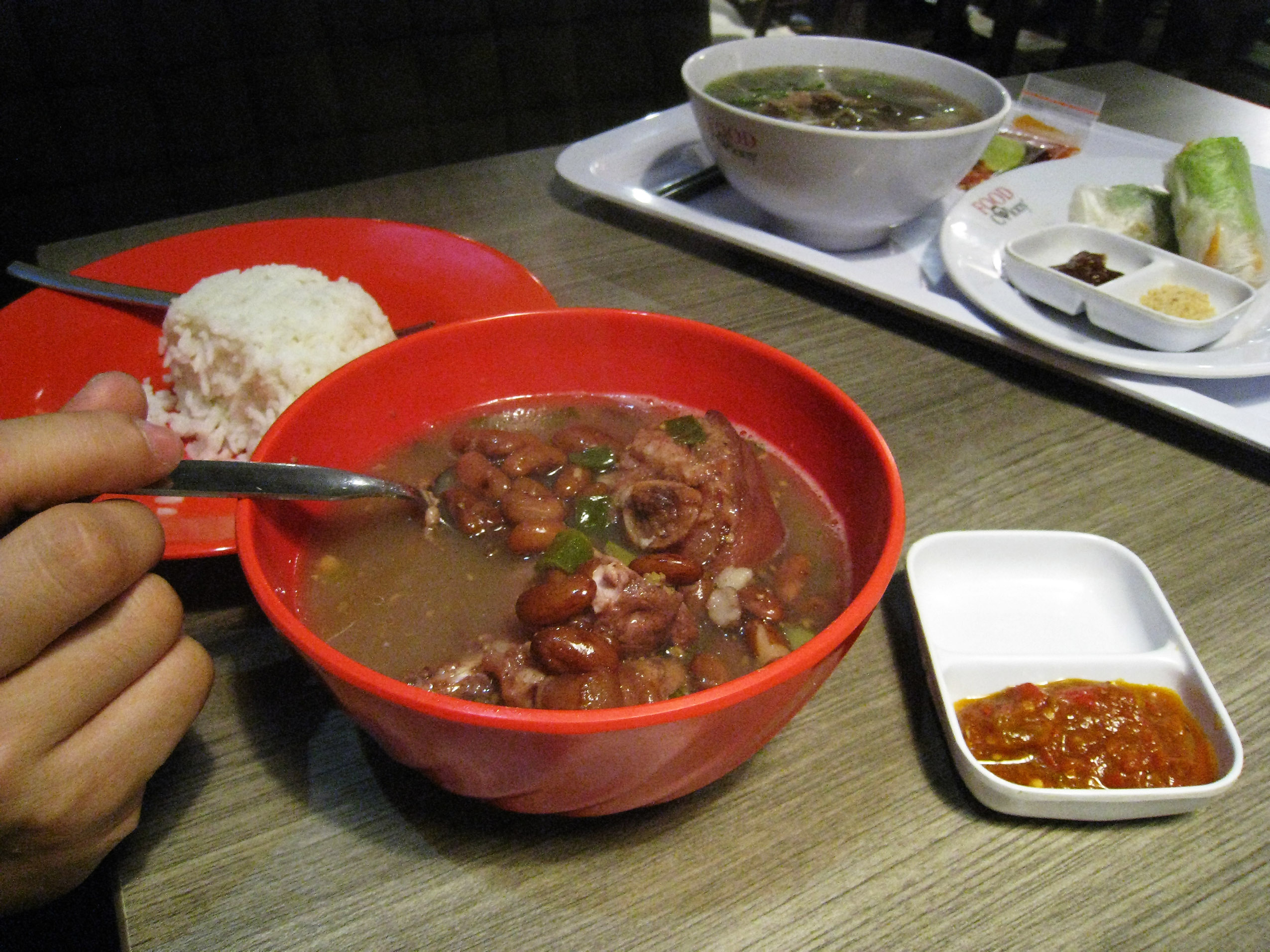
وعاء من حساء البرينيبون الدافئ.

  - سايور بونغا بيبايا (خضروات مع براعم وزهور الـببايا)
  - برينيبون مع حساء الفاصوليا الحمراء، والمختلطة أحيانا مع أقدام خنزير، لحم البقر أو الدجاج.
  - بيركيديل جانغونغ(فطائر الذرة).
  - ريكا رودو، الذرة الصغيرة المتبلة والمقلية سريعاً، مع الفاصوليا الخضراء والباذنجان.
  - سايور داون بابايا (خضروات مع أوراق الببايا)
  - سايور باكيس (خضروات بالسرخس).
  - توميس كانغكونغ(سبانخ الماء المقلية سريعاً).

### الوجبات الخفيفة
- - إيس برينيبون، حلوى الفاصوليا الحمراء المثلجة اللذيذة.
  - كلابيرتارت.
  - لالامبا، يشبه الليمبر.
  - بانادا، على غرار إمباناداس.
  - بيركيديل نايك (فطائر أنشوجة المياه العذبة).
  - بيسانغ غوروهو، موز مقلي يُستهلك مع سامبال روا (بهار حار مصنوع من الفلفل الحار الأحمرالمطحون مع السمك المدخن).

## معرض

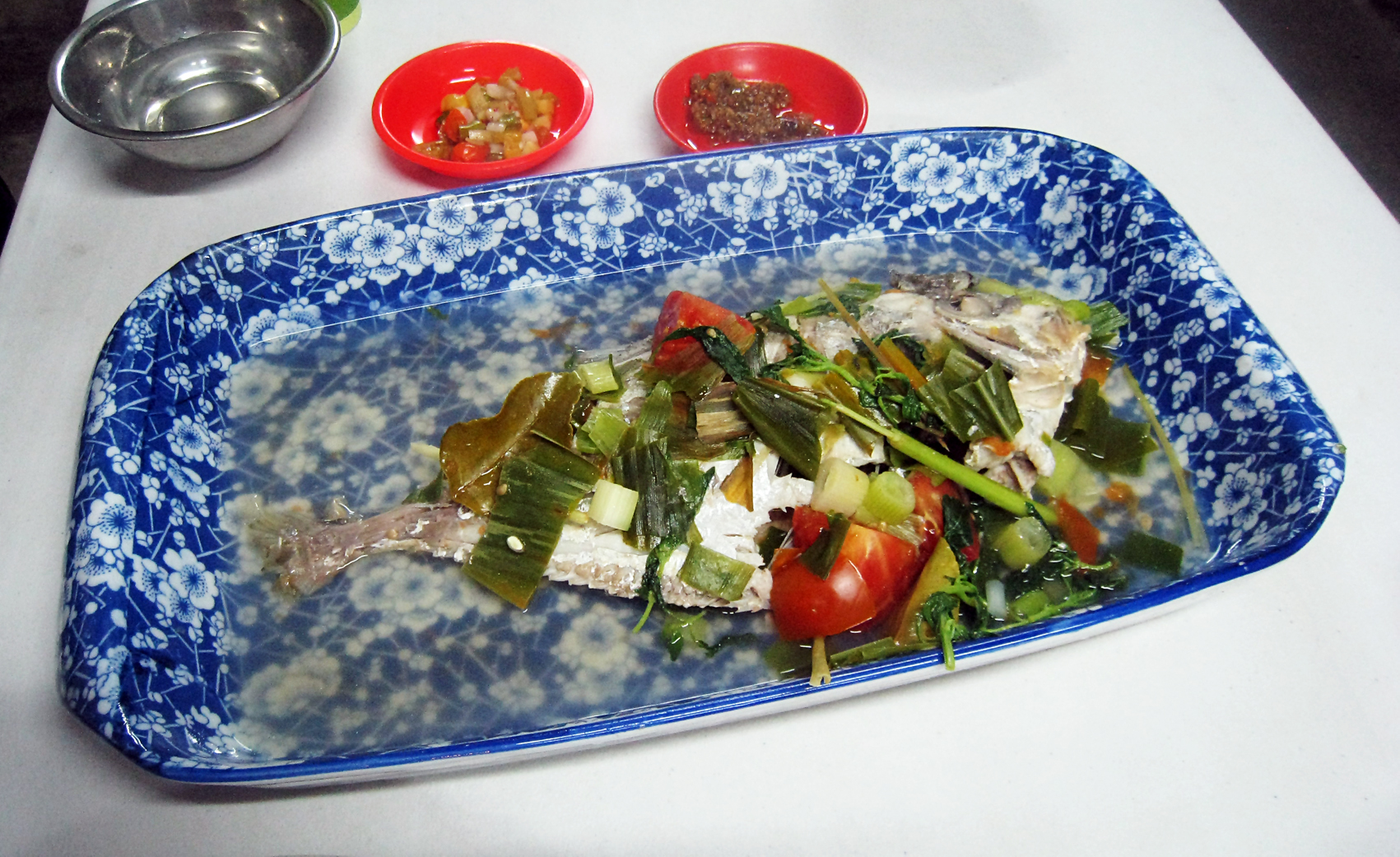
بوبارا كواه أسام تريفالي في حساء حامض.
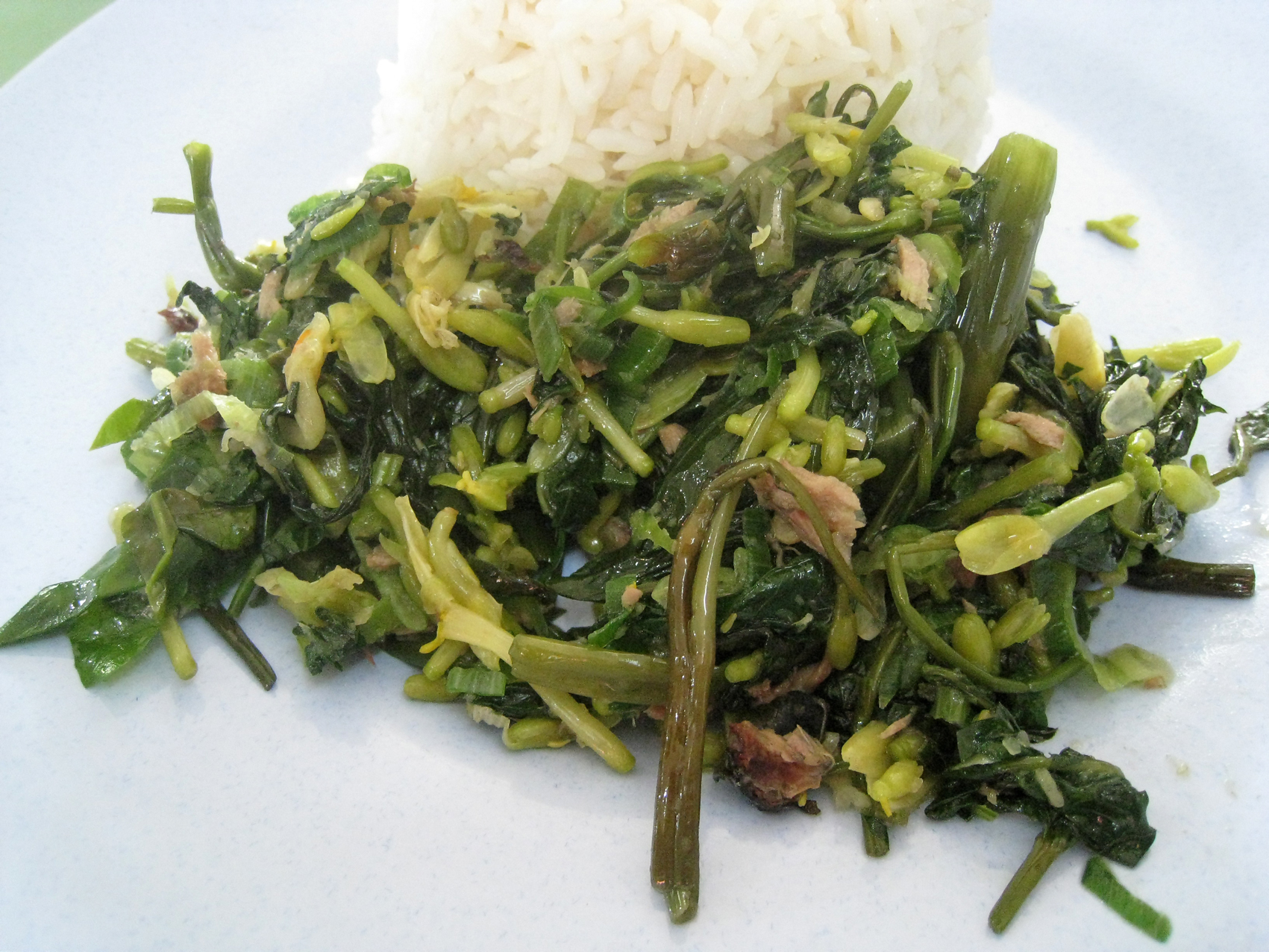
برعم زهرة الببايا مطبوخ كخضروات.
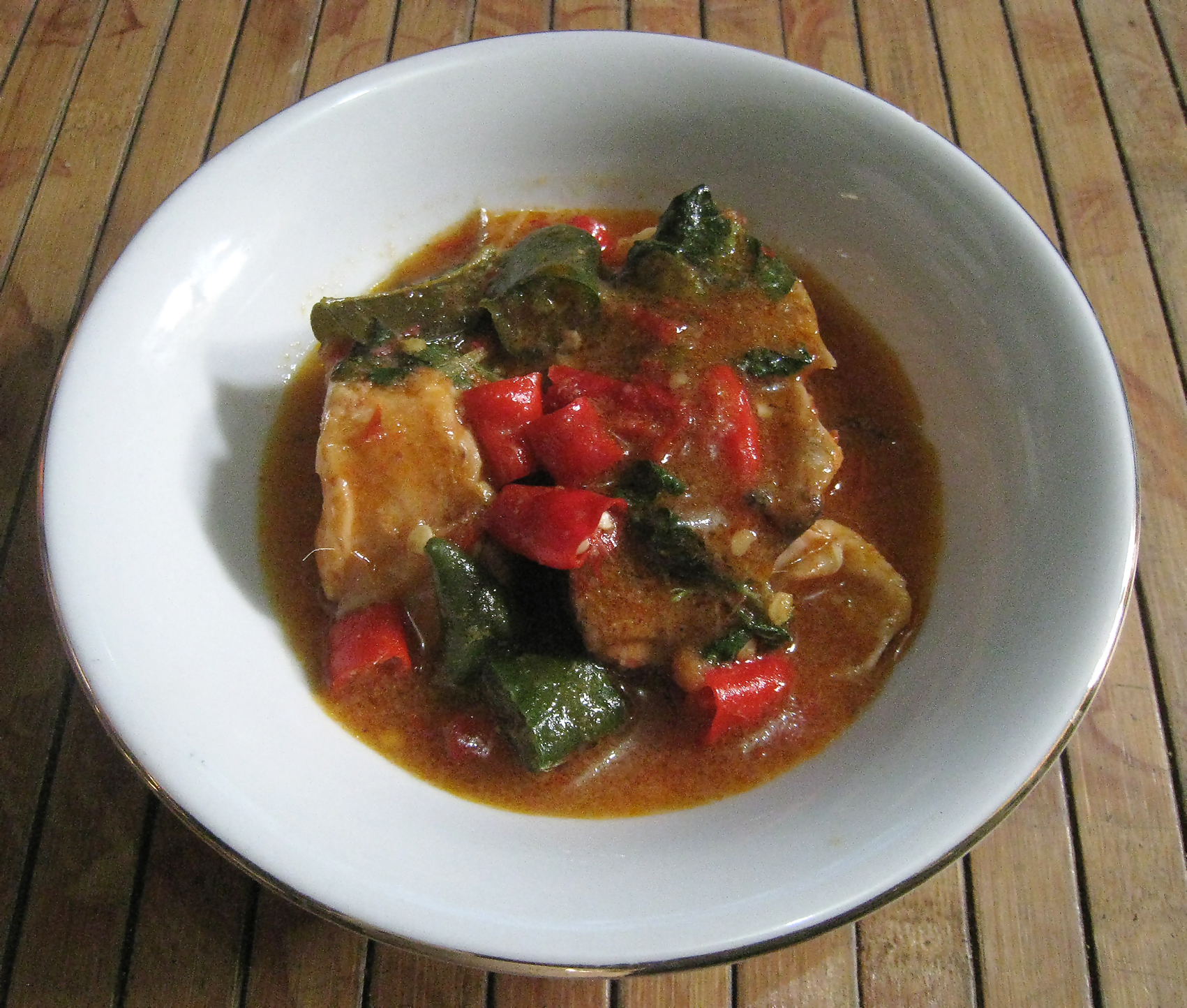
دجاج ريكا ريكا.

## مراحع
1. ↑  Media, Kompas Cyber (11 Mar 2013). "Selekta Rasa dalam Masakan Manado". KOMPAS.com (بالإندونيسية). Archived from the original on 2017-02-28. Retrieved 2021-05-23.
2. ↑  Media, Kompas Cyber (17 Sep 2013). "Mereka Terkaget-kaget di Pasar Tomohon..." KOMPAS.com (بالإندونيسية). Archived from the original on 2013-09-20. Retrieved 2021-05-23.